# 카운터스
"카운터스"(Counters)는 한국에서 제작된 이일하 감독의 2017년 다큐멘터리 영화이다.

## 기타
- 광고디자인: 최지웅
- 광고디자인: 박동우
- 광고디자인: 이동형
- 배급: 곽용수
- 배급: 김소나
- 배급: 고아라
- 배급: 이나현
- 배급: 김화범
- 배급: 황수진
- 배급: 이영인
- 마케팅홍보: 조계영
- 마케팅홍보: 김근홍
- 마케팅홍보: 최보경
- 온라인마케팅: 배기정
- 온라인마케팅: 조아라
- 온라인마케팅: 김명진
- 온라인마케팅: 이슬비
- 온라인마케팅: 유병주
- 온라인마케팅: 김고은
- 온라인마케팅: 류원열
- 온라인마케팅: 이재경
- 온라인디자인: 이나영
- 온라인디자인: 구수연
- 멀티미디어: 최진재